# M for Markus
M for Markus er en kortfilm fra 2011 instrueret af Ali Abbasi efter manuskript af Ali Abbasi og Thor Ochsner.

## Handling
Den kvindelige kriminalbetjent Tess finder et lemlæstet lig på et gerningssted. Hendes søgen efter morderen leder hende på sporet af den unge og uskyldigt udseende Markus, som Tess bliver tiltrukket af. Hendes tiltrækning af ham fører hende dybt ind i en drømmende og grotesk verden, hvor hendes forhold til Markus bliver vendt på hovedet.